# Муджелло (трасса)
Муджелло — гоночная трасса в Скарперии-э-Сан-Пьеро, Тоскана, Италия. Длина трассы 5245 м, она имеет 15 поворотов (9 правых и 6 левых), стартовую прямую длиной 1141 м. Трассу отличает высокая средняя скорость и абразивный асфальт. Принадлежит Ferrari, которая проводит здесь тесты, в том числе автомобилей Формулы-1.
Из гоночных серий, посещавших трассу, наиболее заметны MotoGP (проводящий здесь Гран-при Италии) и DTM (1996 и 2007). Также здесь проводились гонки чемпионата мира по супербайку и серии А1 Гран-при.
27 августа 2011 года  на встрече членов FOTA команды  Формулы-1 решили проводить тесты на этой трассе по ходу сезона.
С 11 по 13 сентября 2020 года запланировано проведение 9-го этапа чемпионата мира Формулы-1 — Гран-при Тосканы.